# Antantszíj

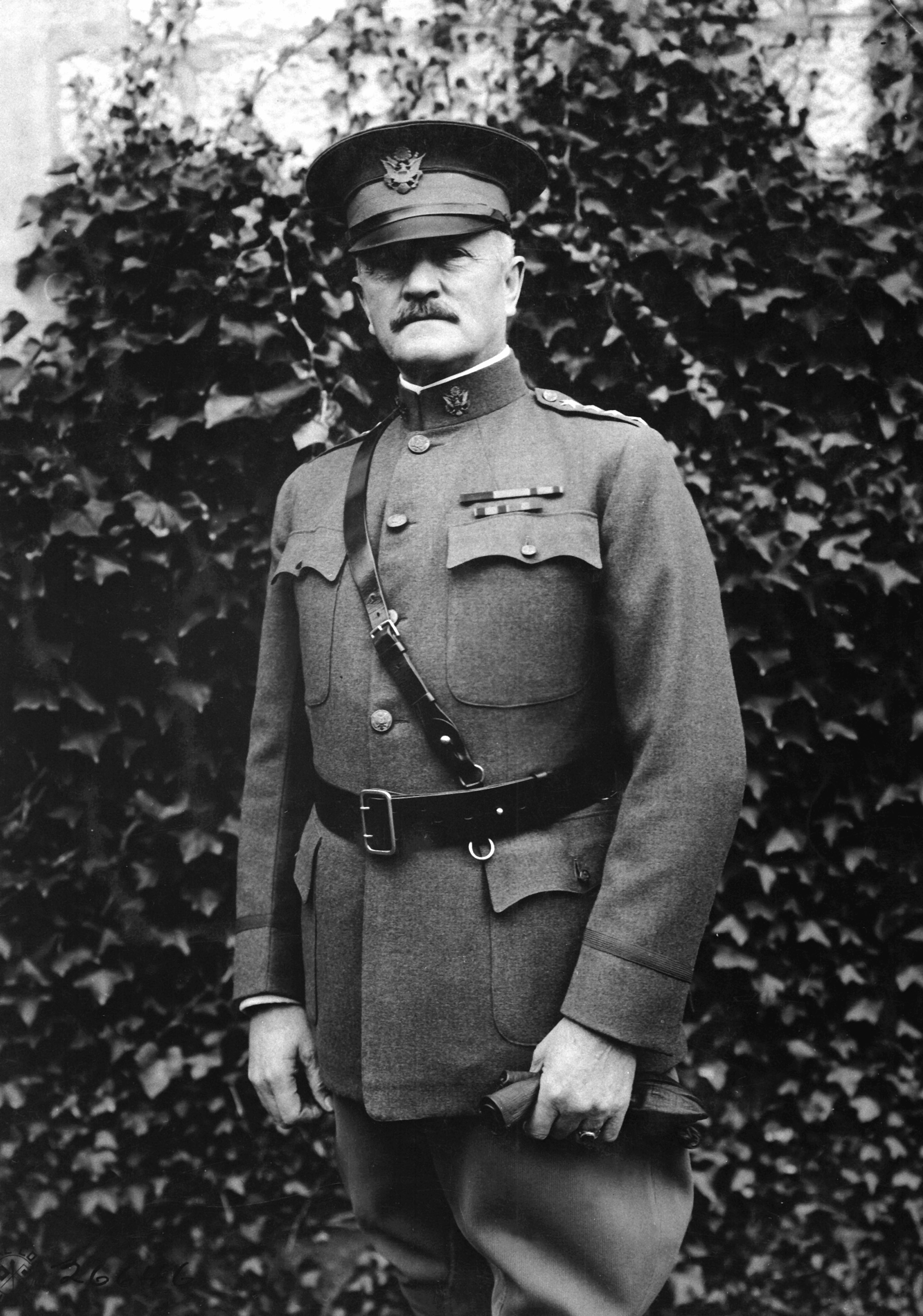
John Pershing amerikai tábornok, az Európában állomásozó amerikai expedíciós erők parancsnoka franciaországi főhadiszállásán, 1918. október 19-én. Jól megfigyelhető a tiszti szablya felrögzítésére szolgáló két D-gyűrű is a szíj bal alsó részén

Az antantszíj (angolul: Sam Browne belt; magyarul Sam Browne-szíj) széles körben elterjedt katonai derékszíj, mely Sam Browne brit lovassági tiszt ötlete nyomán honosodott meg a 19. században először a brit, majd később más haderőkben is. Alapvetően bőr anyagú széles derékszíj és egy a szíj mellső bal részéről a jobb vállon átvetett, szintén bőr, de keskenyebb pánt együttese. A derékszíjon négy darab D-gyűrűt alkalmaznak: kettőt bal oldalon a szíj alsó vonalán egy szereléknek, amelybe a szablya kerül, egyet felettük és egyet a jobb fenékrész felett, utóbbiakat a vállpántnak.
Browne az 1857-es indiai felkelés idején egy roham során elvesztette bal karját, mely miatt, noha túlélte a sérülést, képtelen lett az akkori szolgálati övszerelékkel (egy önálló egyszíjas derékszíj) használni kardját, mivel amíg jobb kézzel szablyát vontak vagy helyeztek vissza, a bal kéz a hüvely stabilan tartását szolgálta. Browne ekkor találta ki a keskeny vállon átvetett plusz szíjat, amely megoldotta a hüvely stabilan tartását. A szíjazat emellett a tiszti kellékek (szablya, pisztoly, távcső stb.) súlyát nem csak a derékra, hanem a vállra is terhelte, így könnyítve a mozgást.
A szíjrendszer bevált, és egyre több tiszt kezdett hasonlót hordani, míg a búr háborúkban már általános málhaelem lett a brit haderőben. A magyar nyelvbe feltehetően az első világháború idején került át az Osztrák–Magyar Monarchiával szembenálló antanterőknél elterjedt volta miatt, köznapi használatát a magyarországi általános sorkötelesség minden bizonnyal elősegítette, a Néphadsereg egyenruházatainak szabványos eleme volt. A fiatal sorkatonák között "növekedésgátló" gúnynéven emlegették, jellegzetes formája és a katonai rendészek egyenruháján való hangsúlyos megjelenése miatt. A második világháborút követően a két katonai világszervezet területén általánosan alkalmazott legénységi, tiszti, katonairendész és rendőri derékszíjtípus.

## Fordítás
- Ez a szócikk részben vagy egészben  a   Sam Browne belt című angol Wikipédia-szócikk ezen változatának fordításán alapul.  Az eredeti cikk szerkesztőit annak laptörténete sorolja fel. Ez a jelzés csupán a megfogalmazás eredetét és a szerzői jogokat jelzi, nem szolgál a cikkben szereplő információk forrásmegjelöléseként.